# Nhân tế bào

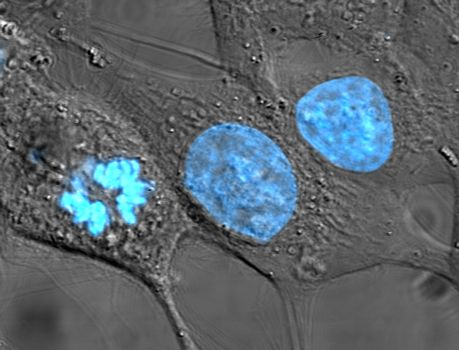
Tế bào HeLa được nhuộm DNA nhân bằng thuốc nhuộm Hoechst huỳnh quang. Những tế bào trung tâm và nằm rìa bên phải đang ở kỳ trung gian, do đó có thể nhận diện toàn bộ nhân của chúng. Ở bên trái, tế bào đang trải qua nguyên phân và DNA của nó bị cô đặc lại.

Nhân tế bào (tiếng Anh: cell nucleus, từ Latin  nucleus hoặc nuculeus 'nhân, hạt') là một bào quan có màng bao bọc nằm ở tế bào nhân thực. Tế bào nhân thực thường có duy nhất một nhân, nhưng một số ít loại tế bào (chẳng hạn như tế bào hồng cầu của động vật có vú) không có nhân, còn một số ít khác gồm tế bào hủy xương có nhiều nhân. Cấu trúc chính tạo nên nhân là màng nhân, một lớp màng kép bao bọc toàn bộ bào quan và tách biệt nội bào trong khỏi tế bào chất; chất nền nhân là mạng lưới nằm trong nhân giúp bổ sung hỗ trợ cơ học.
Nhân tế bào chứa gần như mọi bộ gen của tế bào. DNA nhân thường được tổ chức thành nhiều nhiễm sắc thể – các chuỗi DNA dài lấm chấm với nhiều protein (ví dụ như histone) để bảo vệ và tổ chức DNA. Gen nằm bên trong những nhiễm sắc thể này được xây dựng cấu trúc để thúc đẩy chức năng tế bào. Nhân có chức duy trì tính toàn vẹ của gen và kiểm soát hoạt động của tế bào nhờ điều hòa biển hiện gen.
Do màng nhân không để cho các đại phân tử thấm qua, lỗ nhân buộc phải điều hòa khâu vận chuyển nhân của phân tử qua màng. Lỗ nhân đi qua màng nhân, cung cấp kênh ion để cho đại phân tử phải được vận chuyển chủ động nhờ protein vận chuyển, đồng thời tạo điều kiện cho các tiểu phân tử và ion chuyển động tự do. Chuyển động của đại phân tử như protein và RNA qua lỗ nhân là quan trọng với cả biểu hiện gen và giúp duy trì nhiễm sắc thể. Mặc cho nội nhân không chứa bất kì khoang có màng nào, một số thể nhân vẫn tồn tại và cấu thành từ các protein, phân tử RNA và đặc biệt là các phần của nhiễm sắc thể độc nhất. Phổ biến nhất trong số này là nhân con tham gia vào lắp ráp ribosome.

## Cấu trúc

Sơ đồ nhân chỉ ra màng nhân bên ngoài rải rác ribosome, lỗ nhân, DNA (phức hợp thành chất nhiễm sắc) và nhân con.

Nhân chứa gần như toàn bộ DNA của tế bào, bao quanh là mạng lưới sợi trung gian được gọi là chất nền nhân, và nó được bao bọc trong màng kép được gọi là màng nhân. Màng nhân bao bọc tách dịch bên trong nhân (được gọi là chất nhân) khỏi phần còn lại của tế bào. Kích cỡ của nhân tương quan với kích cỡ tế bào, tỷ lệ này được thông báo ở hàng loạt loại và chủng tế bài. Ở sinh vật nhân thực, nhân ở nhiều tế bào thường chiếm 10% dung tích tế bào.:178 Nhân là bào quan lớn nhất ở tế bào động vật.:12 Ở tế bào người, đường kính của nhân đạt mức xấp xỉ 6 micrômét (µm).:179

### Lỗ và màng nhân

Mặt cắt ngang lỗ nhân trên bề mặt màng nhân (1). Các chi tiết minh họa trong sơ đồ chỉ ra (2) vòng ngoài, (3) tế bào nan hoa, (4) tế bào giỏ và (5) các sợi.

Màng nhân gồm hai màng (một màng trong và màng ngoài), với các lỗ nhân.:649 Những màng này cùng nhau có chức năng tách vật liệu di truyền của tế bào khỏi phần còn lại của nội dung tế bào, đồng thời tạo điều kiện cho nhân duy trì môi trường đặc thù so với phần còn lại của tế bào. Mặc dù nằm gần kề nhau quanh phần lớn nhân, hai màng khác nhau đáng kể về mặt hình dạng và nội dung. Màng trong bao bọc nội dung của nhân, vạch ra ranh giới rõ ràng.:14 Gắn ở màng trong là nhiều protein liên kết với các sợi trung gian để tạo cấu trúc cho nhân.:649 Màng ngoài bao bọc màng trong, và duy trì liên kết với màng màng lưới nội chất nằm bên cạnh.:649 Là bộ phận của màng lưới nội chất, màng nhân ngoài có gắn các ribosome giúp vận chuyển chủ động protein qua màng.:649 Khoảng cách giữa hai màng được gọi là không gian quanh nhân, và duy trì liên kết với lòng ống của màng lưới nội chất.:649
Ở màng nhân của động vật có vú, có từ 3000 đến 4000 phức hợp lỗ nhân (NPC) xuyên qua màng.:650 Mỗi phức hợp lỗ nhân chứa cấu trúc dạng vòng đối xứng tám phần tại vị trí giao nhau của màng trong và màng ngoài. Số lượng phức hợp lỗ nhân có thể khác nhau đáng kể giữa các loại tế bào; tế bào thần kinh đệm nhỏ chỉ có khoảng vài trăm phức hợp lỗ nhân, còn tế bào Purkinje lớn có khoảng 20.000 phức hợp lỗ nhân.:650 Phức hợp lỗ nhân cung cấp đường vận chuyển chọn lọc các phân tử giữa chất nhân và bào tương. Phức hợp lỗ nhân gồm khoảng 30 protein khác nhau được gọi là nucleoporin.:649 Lỗ nhân có khối lượng phân tử rơi vào khoảng 60–80 triệu dalton và gồm khoảng 50 (ở nấm men) tới hàng trăm protein (ở động vật có xương).:622–4 Lỗ nhân có tổng đường kính 100 nm; tuy nhiên khoảng trống để các phân tử khuếch tán tự do lọt qua chỉ rộng khoảng 9 nm, do sự hiện hiện của hệ thống điều hòa nằm trong tâm lỗ nhân. Kích cỡ này tạo điều kiện chọn lọc cho các phân tử hòa tan trong nước đi qua, đồng thời cho phép các phân tử lớn hơn (như acid nucleic và protein lớn hơn) thâm nhập hoặc thoát khỏi nhân. Thay vào đó những đại phân tử phải được vận chuyển chủ động vào nhân. Cấu trúc gắn vào vòng được gọi là giỏ nhân (nuclear basket) giãn dài dẫn vào chất nhân, và một loạt dạng sợi mở rộng dẫn vào bào tương. Cả hai cấu trúc có chức năng làm trung gian liên kết với protein vận chuyển nhân.:509–10
Đa số protein, tiểu đơn vị ribosome và một vài RNA được vận chuyển qua phức hợp lỗ nhân theo quy trình do họ yếu tố vận chuyển làm trung gian được gọi là karyopherin. Những karyopherin làm trung gian cho vận chuyển dẫn vào nhân được gọi là importin, tại đây chất vận chuyển trung gian khỏi nhân được gọi là exportin. Đa phần karyopherin tương tác trực tiếp cargo, dẫu vậy một vài karyopherin sử dụng protein thích ứng. Các hormone steroid (như cortisol và aldosterone, cũng như những phân tử hòa tan lipid nhỏ tham gia vào khâu truyền tín hiệu liên tế bào) có thể xuyên qua màng tế bào và đi vào chất nhân, ở đây chúng liên kết với protein thụ thể nhân được đưa vào nhân. Tại đó chúng có vai trò làm yếu tố phiên mã khi liên kết với phối tử; trong trường hợp thiếu phối tử, nhiều thụ thể như thế có chức năng làm deacetylase histone để ức chế biểu hiện gen.:488

### Lamina
Ở tế bào động vật, hai mạng lưới sợi trung gian đem đến hỗ trợ cơ học cho nhân: Lamina (tạm dịch: Lưới lót màng nhân) tạo nên một tấm lưới có tổ chức ở mặt trong của màng nhân, còn phần kém tổ chức hơn thì hiện diện ở mặt bào tương của màng nhân. Cả hai hệ thống này hỗ trợ về mặt cấu trúc cho màng nhân và tạo các vị trí neo giữ nhiễm sắc thể và lỗ nhân.
Lamina được cấu thành bởi đa số là protein lớp nhân. Giống như mọi protein, lớp nhân được tổng hợp ở chất nhân rồi sau được vận chuyển đến nội nhân, nơi đây chúng được lắp ráp rồi chuyển vào mạng lưới lamina sẵn có. Lớp nhân có ở mặt bào tan của màng (như emerin và nesprin) liên kết với khung tế bào để hỗ trợ về mặt cấu trúc. Lớp nhân cũng được phát hiện bên trong chất nhân, nơi đây chúng tại nên cấu trúc cân đối khác được gọi là lưới chất nhân (nucleoplasmic veil) nhìn được bằng kính hiển vi huỳnh quang. Chức năng thật sự của lưới chất nhân hiện chưa rõ, bất chấp nó bị đẩy khỏi nhân và hiện đang ở kỳ trung gian. Cấu trúc lớp nhân tạo nên lưới, ví dụ như LEM3, liên kết với chất nhiễm sắc và việc phá cấu trúc của chúng làm kiềm chế vận chuyển gen mã hóa-protein.
Như thành phần của các sợi trung gian khác, monomer của lớp nhân chứa miền xoắn alpha do hai monomer sử dụng để xoắn vào nhau, tạo nên cấu trúc dimer được gọi là coiled coil. Kế đến hai trong số những cấu trúc dimer này đối nhau theo sắp xếp đối song song để tạo nên protein bốn phần gọi là một sợi proto (protofilament). Tám sợi proto tạo nên sắp xếp bên bị xoắn lại tạo thành sợi (filament) kiểu dây thừng. Những sợi này có thể bị bó lại hoặc tách ra linh hoạt, tức là những thay đổi về độ dài của sợi phụ thuộc vào tỷ lệ cạnh tranh của việc bỏ hay thêm sợi.
Đột biến ở gen lớp nhân dẫn tới sai sót trong khâu bó sợi do một nhóm bệnh di truyền hiếm gặp gây ra gọi là laminopathy. Laminopathy phổ biến nhất là họ bệnh gọi là progeria, gây ra lão hóa sớm ở những người mắc bệnh này. Cơ chế chính xác bị thay đổi hóa sinh dẫn tới tăng kiểu hình lão hóa vẫn chưa được nắm rõ.

### Nhiễm sắc thể

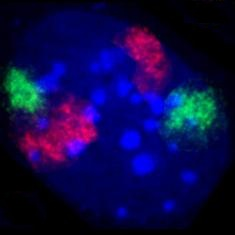
Nhân nguyên bào sợi của chuột có DNA được nhuộm xanh. Những vùng nhiễm sắc thể riêng biệt của nhiễm sắc thể số 2 (đỏ) và nhiễm sắc thể số 9 (xanh lục) được nhuộm bằng kỹ thuật lai huỳnh quang tại chỗ.

Nhân tế bào chứa đa số vật liệu di truyền của tế bào theo dạng nhiều phân tử DNA tuyến tính được tổ chức thành thành các cấu trúc gọi là nhiễm sắc thể. Mỗi tế bào ở người chứa khoảng hai mét DNA.:405 Ở phần lớn chu kỳ tế bào, nhiễm sắc thể được tổ chức theo phức hợp DNA-protein gọi là chất nhiễm sắc, và trong phân bào có thể thấy chất nhiễm sắc tạo nên các nhiễm sắc thể xác định rõ ràng quen thuộc so với kiểu nhân đồ. Thay vào đó, một mảng nhỏ của gen tế bào nằm ở ty thể.:438
Có hai loại chất nhiễm sắc. Vùng nguyên nhiễm sắc là dạng DNA kém đặc hơn và chứa gen thường được tế bào biển hiện. Vùng dị nhiễm sắc là dạng DNA đặc hơn và chứa DNA ít được phiên mã. Cấu trúc này được phân loại thành vùng dị nhiễm sắc ngẫu nhiên, gồm các gen được tổ chức thành dị nhiễm sắc chỉ ở những loại tế bào hoặc giai đoạn phát triển nhất định, và vùng dị nhiễm sắc cơ định gồm các thành phần cấu trúc nhiễm sắc thể như telomere và tâm động. Ở kỳ trung gian, chất nhiễm sắc tự tổ chức thành các mảng riêng lẻ rời rạc, gọi là vùng nhiễm sắc thể. Những gen hoạt động (thường có ở vùng nguyên nhiễm sắc của nhiễm sắc thể) có xu hường nằm ở phía ranh giới vùng nhiễm sắc thể.
Những kháng thể chống lại các loại tổ chức chất nhiễm sắc nhất định (mà cụ thể là nucleosome) có liên quan tới một số bệnh tự miễn, chẳng hạn như lupus ban đỏ hệ thống. Chúng được gọi là kháng thể kháng nhân (ANA) và còn được xem là có liên quan tới bệnh đa xơ cứng nằm trong rối loạn hệ miễn dịch chung.

### Nhân con

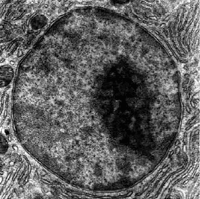
Ảnh chụp hiển vi điện tử một nhân tế bào, chỉ ra nhân con được nhuộm màu tối

Nhân con là cấu trúc lớn nhất trong số các cấu trúc không màng, dày đặc, rời rạc và được nhuộm màu, gọi là thể nhân nằm ở nhân. Nó hình thành quanh các đoạn lặp liên tiếp của rDNA, mã hóa DNA cho RNA ribosome (rRNA). Những vùng này gọi là vùng tổ chức nhân con (NOR). Vai trò chính của nhân con là tổng hợp rRNA và lắp ráp ribosome. Sự gắn kết cấu trúc của nhân con phụ thuộc vào hoạt độ của nó, vì lắp ráp ribosome ở nhân con dẫn tới liên kết tạm thời các thành phần nhân con, và dẫn tới nhiều liên kết hơn nữa. Các quan sát hỗ trợ cho mô hình này cho thấy việc vô hiệu rDNA dẫn đến trộn lẫn các cấu trúc nhân con.
Ở bước đầu tiên của lắp ráp ribosome, một protein gọi là RNA polymerase I phiên mã rDNA, tạo thành tiền thân của đại tiền rRNA. Nó được tách thành hai tiểu đơn vị rRNA lớn – 5.8S và 28S, cùng tiểu đơn vị rRNA nhỏ 18S.:328 Phiên mã, xử lý hậu phiên mã và lắp ráp rRNA diễn ra ở nhân con nhờ sự hỗ trợ của các phân tử RNA nhân con nhỏ (snoRNA), một vài trong số chúng có nguồn gốc từ các intron cắt nối từ RNA thông tin mã hóa gen liên quan tới chức năng ribosome. Tiểu đơn vị lắp ghép ribosome là những cấu trúc lớn nhất đi qua lỗ nhân.:526
Khi được quan sát dưới kính hiển vi điện tử, có thể thấy nhân con gồm ba vùng phân biệt: tâm sợi (fibrillar center, FC) nằm ở trong cùng, xung quanh là thành phần sợi dày đặc (dense fibrillar component, DFC) (chứa fibrillarin và nucleolin), bao bọc chúng lần lượt là thành phần hạt (granular component, GC) (chứa protein nucleophosmin). Khâu phiên mã rDNA diễn ra ở FC hoặc ranh giới FC-DFC thế nên khi phiên mã rDNA ở tế bào tăng lên, thì các FC lại gặp lỗi nhiều hơn. Hầu hết phân tách và điều chỉnh rRNA diễn ra ở DFC, đồng thời các bước sau liên quan đến lắp ráp protein vào các tiểu đơn vị ribosome diễn ra ở GC.

## Chức năng
Nhân là nơi phiên mã di truyền được tách khỏi vị trí dịch mã ở tế bào chất, tạo điều kiện cho các cấp độ điều hòa gen diễn ra ở sinh vật nhân sơ. Chức năng chính của nhân tế bào là kiểm soát biểu hiện gen và làm trung gian tái bản DNA trong chu kỳ tế bào.:171

### Chia ngăn tế bào
Màng nhân tạo điều kiện kiểm soát nội dung nhân và tách chúng khỏi phần còn lại của tế bào chất khi cần thiết. Đây là khâu quan trọng để kiểm soát quá trình ở hai bên mặt màng nhân: Ở hầu hết trường hợp khi cần hạn chế quá trình tế bào chất, một thành phần chính được vào nhân, tại đó nó tương tác với các yếu tố phiên mã để giảm điều hòa sản xuất các enzyme nhất định. Cơ chế điều hòa này diễn ra ở trường hợp đường phân, con đường tế bào phá vỡ glucose để tạo năng lượng. Hexokinase là enzyme chịu trách nhiệm cho bước đầu tiên của sự đường phân, tạo glucose-6-phosphate từ glucose. Ở nồng độ fructose-6-phosphate cao, sau đó một phân tử được cấu thành từ glucose-6-phosphate, protein điều hòa đưa vào nhân, tại đây nó tạo một phức hợp ức chế phiên mã bằng protein nhân để giảm biểu hiện gen liên quan đến đường phân.
Nhằm kiểm soát gen được phiên mã, tế bào tách một vài protein yếu tố dịch mã chịu trách nhiệm điều hòa biểu hiện gen khi tiếp xúc vật lý với DNA, cho đến khi chúng được những con đường truyền tín hiệu khác kích hoạt. Thậm chí quá trình này còn ngăn cản các cấp độ thấp của biểu hiện gen không phù hợp. Ví dụ, ở trường hợp gen bị NF-κB-kiểm soát (chúng tham gia vào hầu hết các phản ứng viêm), phiên mã được kích hoạt để phản ứng với con đường truyền tín hiệu, chẳng hạn như con đường ấy được phân tử tín hiệu TNF-α khởi đầu, liên kết với thụ thể màng tế bào, dẫn tới việc huy động các protein tín hiệu rồi sau cùng kích hoạt yếu tố phiên mã NF-κB. Tín hiệu định vị nhân trên protein NF-κB tạo điều kiện cho yếu tố này được vận chuyển qua lỗ nhân và tiến vào nhân, rồi nó kích thích phiên mã của gen đích.
Việc chia ngắn giúp tế bào ngăn chặn ngăn dịch mã mRNA chưa cắt nối. mRNA nhân thực chứa các intron buộc phải bị xóa bỏ trước khi được dịch mã để tạo protein chức năng. Khâu tách intron được hoàn tất bên trong nhân trước mRNA có thể bị ribosome tiếp cận để dịch mã. Trong trường hợp không có nhân, ribosome dịch mã cho mRNA mới được phiên mã, dẫn tới protein bị biến dị và mất chức năng.:108–15

### Tái bản
Chức năng chính của nhân tế bào là kiểm soát biểu hiện gen và điều khiển tái bản DNA (hay nhân đôi DNA) ở chu kỳ tế bào.:171 Tái bản DNA diễn ra vào một thời điểm cụ thể trong nhân. Ở pha S của kỳ trung gian thuộc chu kỳ tế bào; nhân đôi mới diễn ra. Trái ngược với góc nhìn truyền thống về việc di chuyển chạc tái bản dọc theo chiều dài DNA, khái niệm về nhà máy tái bản (replication factories) cho rằng chạc tái bản được tập trung về phía một số vùng 'nhà máy' cố định, mà thông qua đó chuỗi DNA làm khuôn đi qua giống như chiếc băng chuyền.

### Biểu hiện gen

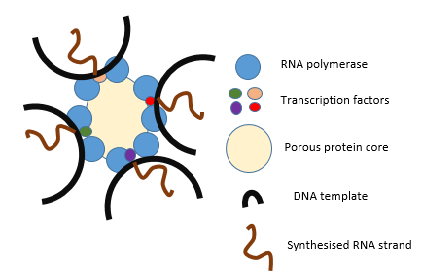
Nhà máy phiên mã trong khâu phiên mã, nhấn mạnh khả năng phiên mã nhiều gen cùng lúc. Sơ đồ gồm 8 RNA polymerase, tuy nhiên số lượng có thể khác nhau tùy theo loại tế bào. Hình ảnh còn đưa vào yếu tố phiên mã và một lỗ, lõi protein.

Biểu hiện gen lần đầu tham gia phiên mã, trong đó DNA được dùng làm khuôn để tạo RNA. Ở trường hợp gen mã hóa protein - mà sản phẩm do RNA tạo ra từ quá trình này là RNA thông tin (mRNA), sau đấy nó cần được ribosome dịch mã để tạo protein. Vì ribosome nằm ngoài nhân, sản phẩm RNA cần phải xuất khẩu.
Vì nhân là nơi phiên mã, nó còn chứa hàng loạt protein trực tiếp điều hòa phiên mã hoặc tham gia vào điều hòa quá trình. Những protein này gồm có helicase (chất tháo gỡ phân tử DNA sợi đôi để tạo điều kiện tiếp cận nó), RNA polymerase (chất liên kết với promoter DNA để tổng hợp phân tử RNA đang phát triển), topoisomerase (chất thay đổi lượng DNA siêu xoắn, giúp nó cuốn lại và tháo gỡ), cũng như hàng loạt yếu tố phiên mã điều hòa biểu hiện.

### Xử lý tiền mRNA
Phân tử mRNA mới tổng hợp được gọi là phiên mã sơ cấp hay tiền mRNA. Chúng phải trải qua điều chỉnh sau phiên mã ở nhân trước khi được vận chuyển ra tế bào chất; mRNA xuất hiện ở tế bào chất mà không cần những điều chỉnh này bị phân hủy thay vì sử dụng để dịch mã protein. Ba điều chỉnh chính là gắn "mũ" ở đầu 5', gắn "đuôi" polyadenyl (PolyA) ở đầu 3' và cắt ghép RNA. Trong khi ấy ở nhân, tiền mRNA liên kết với hàng loạt protein ở các phức hợp gọi là hạt ribonucleoprotein không đồng nhất (hnRNPs). Việc gắn "mũ" ở đầu 5' diễn ra ở khâu đồng phiên mã là bước đầu tiên ở khâu điều chỉnh sau phiên mã. Đuôi 3' poly-adenine chỉ được thêm vào sau khi phiên mã được hoàn tất.:509–18

Cắt ghép RNA (do một phức hợp gọi là thế cắt nối - spliceosome thực hiện) là quá trình mà các intron hay vùng DNA không mã hóa cho protein, và chúng bị lược khỏi tiền mRNA và exon còn lại để tái tạo phân tử liên tục duy nhất. Quá trình này thường diễn ra sau khi gắn mũ đầu 5' và gắn đuôi polyA đầu 3' nhưng vẫn có thể bắt đầu trước khi tổng hợp phiên mã được hoàn tất bằng nhiều exon.:494 Nhiều tiền RNA có thể được cắt ghép theo nhiều cách để tạo ra các mRNA trưởng thành khác nhau - chúng mã hóa chuỗi protein khác nhau. Quá trình này được gọi là cắt ghép thay thế, và tạo điều kiện sản xuất một lượng lớn protein từ lượng DNA hạn chế.